# 狮子王3：Hakuna Matata
《狮子王3：Hakuna Matata》是一部由美國的華特迪士尼製作、於2004年2月10日以錄影帶首映方式發行的電腦動畫電影。它是1994年的電影《獅子王》的平行續集。這部電影的双碟版DVD已经分别由中录德加拉、博伟在中国大陆以及台湾发行。其劇情大致上為重新敘述《獅子王》的故事，但是焦點是放在狐獴丁滿（Timon）以及疣豬彭彭（Pumbaa）上，而整個電影的時間線在《獅子王》故事發生之前以及之間。角色大致上只有丁滿和彭彭兩位主角，他們以影子的方式出現在一個類似電影院的地方。
這部電影開始在一個電影院中，丁滿和彭彭正看到《獅子王》這部片的片頭，但丁滿突然拿起遙控器，想要將這部片快轉到自己出現的片段，彭彭卻不同意，他認為不該斷斷續續的看電影，於是兩個人就開始爭執了起來。最後，他們決定要以另外一個角度來看這部電影，以丁滿和彭彭為主角來重新開始這部片。待劇情結束後，彭彭建議再看一遍，但丁滿並不同意，可是這時，他們的朋友，甚至是幾乎所有迪士尼電影中出現的主角都出現到電影院中。丁滿也只好認了，於是整個電影又重新開始一遍，故事結束。
《獅子王》一片的劇情大致上和莎士比亞的作品《哈姆雷特》相同，據此也大致可以推測：這部電影是取自湯姆·斯托帕德所作的《羅生克蘭和蓋登思鄧死了》（Rosencrantz and Guildenstern Are Dead）之靈感。

## 劇情
在距離榮耀石（Pride Rock）很遠的地方，是狐獴丁滿（Timon）的家鄉。丁滿被指派為挖掘工以及守衛，但是丁滿什麼事情都辦不好，在差點讓自己的親戚被土狼桑琪（Shenzi）、阿德（Ed）、和班仔（Banzai）吃掉的情況下，他決定離開家鄉，去為自己找一個歸屬之地。於是在狒狒拉飛奇（Rafiki）的鼓勵下，丁滿就往榮耀石前進了。在旅途上，丁滿遇見了疣豬彭彭（Pumbaa），並決定一同尋找一塊安身之地。
從這裡開始，這部電影的時間線就開始和第一集《獅子王》重疊。他們到了榮耀石，但是發現那裡並不適合居住，因為已經有太多的動物都在那裡棲身。他們走到了動物群中，動物們正在看著新的獅子王辛巴（Simba）的誕生。彭彭在那裡放了一個屁，讓周圍的動物都感到噁心甚至昏倒。前面的動物看到這樣以為牠們是在鞠躬，於是前面的動物也跟著鞠躬了。
丁滿和彭彭於是就走到了榮耀石附近的一塊有水池的空地，而旁邊的石頭看起來有些像縮小版的榮耀石，他們倆決定就住在那裡。但是隔天，丁滿和彭彭就被外面的噪音給吵醒了。這聲音是辛巴、娜娜（Nala）和動物們在外面唱「I Just Can't Wait To Be King」這首歌。丁滿很生氣，就踹了一隻大象的腳，而這隻大象正撐著動物們疊成的塔，於是這個塔就倒了，所有的動物也就摔下來了。這也解釋了為什麼第一集中動物塔會倒下來。
這塊棲身之地就這樣被毀了。於是，丁滿和彭彭就繼續尋找下一個地點。彭彭告訴了丁滿他聽說過有一個位於森林中，如天堂般的棲息地，但丁滿並沒有理他。之後，他們又到了大象墓園，並看見了第一集中的場景：木法沙（Mufasa）和沙祖（Zazu）正在將辛巴帶離土狼的地盤。那天晚上，丁滿和彭彭走進了大象墓園的深處，並看到了土狼們在唱「Be Prepared」這首歌，於是他們就離開了那裡。之後，他們倆走到了一個峽谷，就是第一集中辛巴失去了他父親的那個峽谷。在一陣角馬的大竄逃中，丁滿和彭彭不小心掉下了一個瀑布，並到達了彭彭所說，心中期待已久的勝地「Hakuna Matata」。於是，他們就開始唱「Hakuna Matata」這首歌。這首歌在這部電影中被改為了卡拉OK的型式，而在電影院中的兩人就開始一起唱。不久之後，丁滿和彭彭就找到了辛巴，並演出了一段他們在森林中度過的時光。
辛巴長大後，他遇見了他童年的朋友娜娜。丁滿和彭彭不希望失去辛巴，於是就想盡辦法要阻止他們兩人陷入愛河。其中一段演到丁滿和彭彭兩人用樹藤絆倒了辛巴和娜娜，導致他們兩人一起滾下山谷，這也就解釋了第一集發生的事。雖然辛巴和娜娜滾下去了，但這也只是加深他們的愛而已，並沒有成功達到目的。之後，他們也出現在了第一集中辛巴和娜娜在對唱「Can You Feel The Love Tonight」這首歌的場景中。不過，後來辛巴和娜娜吵架了，辛巴就奔向了草原。丁滿和彭彭將第一集空中出現木法沙的靈魂解釋為壞天氣。隔天早上，丁滿和彭彭就發現辛巴決定回去挑戰刀疤（Scar）了，彭彭認為應該要去榮耀石一起幫助辛巴，丁滿卻不同意。但後來，兩人還是一起前往榮耀石。在那裡，丁滿見到了他的媽媽以及麥斯叔叔（Max），於是他們就幫助丁滿一起拯救辛巴，挖了一個地下通道來阻止土狼的攻擊。
在打敗刀疤之後，辛巴就成為了新的獅子王。丁滿也告訴他的媽媽自己已經找到了安身之處。但是丁滿仍然希望能夠和他的家庭一起居住，於是不久之後，丁滿就帶著他整個家鄉的朋友及家人都到了「Hakuna Matata」，這樣以後狐獴們就不用工作，且享有一片寧靜祥和的地盤了。

## 配音員
| 配音                            | 配音                        | 角色                                      |
| 美國                            | 臺灣                        | 角色                                      |
| ------------------------------- | --------------------------- | ----------------------------------------- |
| 內森·朗                         | 劉傑                        | 丁滿（Timon）                             |
| 爾尼·沙貝拉                     | 佟紹宗                      | 彭彭（Pumbaa）                            |
| 朱莉·凯夫纳                     | 鄭仁麗                      | 丁滿的媽媽（Ma）                          |
| 傑瑞·史提勒                     | 康殿宏                      | 麥斯叔叔（Uncle Max）                     |
| 馬修·波特歷 馬特·維伯格（幼年） | 于正昌 高德宇（幼年）       | 辛巴（Simba）                             |
| 羅伯特·葛勞姆                   | 佟紹宗                      | 拉飛奇（Rafiki）                          |
| 茉莉婭·凱麗                     | 林芳雪                      | 娜娜（Nala）                              |
| 琥碧·戈柏 切奇·马林 吉姆·康明斯 | 李直平 沈光平 馬里歐·菲利歐 | 桑琪、班仔與艾德（Shenzi, Banzai and Ed） |
| 愛德華·希伯特                   | 孫德成                      | 沙祖（Zazu）                              |
| 傑森·魯多夫斯基                 |                             | 福林西（Flinchy）                         |

## 評價
從爛番茄網站中的13篇評論來看，這部電影有77%的好評價，平均分數是10分中的6.4分。但是在爛番茄的論壇中，評價比較混合，為65%的好評價以及5.9分的平均分數。

## 原聲帶
這部電影的原聲帶「狮子王3：丁滿和彭彭的奇妙旅程」（The Lion King 1½: Songs From Timon and Pumbaa's Hilarious Adventure）則於2004年2月10日以CD的形式發行。其製作商及發行商是華特迪士尼錄音公司。它包括了兩首原電影《獅子王》的歌曲：「That's All I Need」以及「Hakuna Matata」，但是都分別由納坦·朗（Nathan Lane）重新演出，因為他接下了丁滿的配音工作。原聲帶中其它的曲目則還有一些節奏藍調風格的歌曲，包括了翻唱版的「Jungle Boogie」（原唱為「Kool and the Gang」團體），以及兩首由唐·哈伯（Don Harper）作曲、出自電影的純音樂片段。恩尼奧·莫里科內則是歌曲「The Good, The Bad, and the Ugly」的原作曲家。

## 得獎項目
| 年份   | 頒獎典禮    | 獎項                   | 結果 |
| ------ | ----------- | ---------------------- | ---- |
| 2005年 | 安妮獎      | 最佳家庭娛樂動畫片獎   | 獲獎 |
| 2005年 | 安妮獎      | 最佳動畫片音樂獎       | 提名 |
| 2005年 | DVD特殊獎項 | 最佳動畫角色演出－丁滿 | 獲獎 |
| 2005年 | DVD特殊獎項 | 最佳DVD動畫電影        | 獲獎 |
| 2005年 | DVD特殊獎項 | 最佳DVD動畫電影導演    | 獲獎 |
| 2005年 | DVD特殊獎項 | 最佳DVD動畫電影編輯    | 獲獎 |
| 2005年 | DVD特殊獎項 | 最佳DVD動畫電影劇本    | 獲獎 |
| 2005年 | 土星獎      | 最佳DVD發行            | 提名 |

## 電子遊戲
這部電影於2003年發行了一個適用於Game Boy Advance的電子遊戲，而遊戲中供玩家扮演的角色就是丁滿或彭彭。

## 外部連結
- 獅子王官方網站 （页面存档备份，存于）
- 獅子王官方的Facebook專頁
- 官方网站
- AllMovie上《狮子王3：Hakuna Matata》的资料（英文）
- 大卡通資料庫上《狮子王3：Hakuna Matata》的資料（英文）

- 互联网电影数据库（IMDb）上《狮子王3：Hakuna Matata》的资料（英文）
- 爛番茄上《狮子王3：Hakuna Matata》的資料（英文）
- 豆瓣电影上《狮子王3：Hakuna Matata》的資料 （简体中文）
- 时光网上《狮子王3：Hakuna Matata》的資料（简体中文）
- 獅子王3：Hakuna Matata （页面存档备份，存于） - Disney+